# (31892) 2000 FC43
2000 FC43 (asteroide 31892) é um asteroide da cintura principal. Possui uma excentricidade de 0.10348270 e uma inclinação de 2.91197º.
Este asteroide foi descoberto no dia 28 de março de 2000 por LINEAR em Socorro.